# WRESTLE PETER PAN 2021
『Wrestle Peter Pan 2021』（レッスルピーターパン2021）は、日本のプロレス団体DDTプロレスリングが川崎富士見球技場（富士通スタジアム川崎）にて開催したプロレス興行。

## 概要
DDTプロレスリングの年間最大のビッグマッチ「WRESTLE PETER PAN 2021」はDDTのビックマッチ史上初めて屋外スタジアムで開催された。
また、大会後には選手の実使用グッズのオークションが実施された。

## 試合
| アンダーマッチ 15分一本勝負                                                                        |                                                |                                                              |
| ○納谷幸男 中村圭吾                                                                                 | 10分38秒 チョークスラム→体固め                 | 岡谷英樹 高鹿佑也●                                           |
| 第0試合 電流爆破8人タッグデスマッチ 30分一本勝負                                                   |                                                |                                                              |
| ○大仁田厚 高木三四郎 彰人 伊藤麻希                                                                 | 9分35秒 電流爆破バット→体固め                  | クロちゃん● スーパー・ササダンゴ・マシン 黒田哲広 乃蒼ヒカリ |
| オープニングマッチ スペシャル10人タッグマッチ～エル・ユニコーン＆イルシオンデビュー戦 30分一本勝負 |                                                |                                                              |
| HARASHIMA 吉村直巳 岡田佑介 今井礼夢 ○エル・ユニコーン                                             | 11分44秒 変形ダブルニースタンプ→エビ固め       | 岡林裕二 TAMURA 渡瀬瑞基 飯野雄貴 イルシオン●                |
| 第二試合 ダブルリング・ダブルシングルマッチ 各30分一本勝負                                         |                                                |                                                              |
| ○大鷲透                                                                                            | 11秒 横入り式エビ固め                          | アントーニオ本多●                                            |
| ○男色ディーノ                                                                                      | 11秒 横入り式エビ固め                          | 平田一喜●                                                    |
| ※2つのリングで同時に試合する。                                                                     |                                                |                                                              |
| 再試合 ダブルシングルマッチ 各30分一本勝負                                                         |                                                |                                                              |
| 大鷲透                                                                                             | 1分28秒 無効試合（レフェリー一同が揉めたため） | アントーニオ本多                                             |
| 男色ディーノ                                                                                       | 1分28秒 無効試合（レフェリー一同が揉めたため） | 平田一喜                                                     |
| 再々試合 真の第二試合決定戦 メインリングvsサブリング 30分一本勝負                                  |                                                |                                                              |
| 大鷲透 アントーニオ本多 ○木曽大介                                                                  | 2分53秒 首固め                                 | 男色ディーノ 平田一喜 松井幸則 ●                             |
| 第三試合 スペシャルハードコアタッグマッチ 30分一本勝負                                             |                                                |                                                              |
| 勝俣瞬馬 ●MAO                                                                                      | 14分3秒 プレイングマンティスボム→片エビ固め    | クリス・ブルックス○ 葛西純                                   |
| 第四試合 KO-D6人タッグ選手権試合 60分一本勝負                                                      |                                                |                                                              |
| 遠藤哲哉 高尾蒼馬 ○火野裕士 （第43代王者組）                                                       | 11分34秒 Fuckin'BOMB→体固め                    | 樋口和貞 坂口征夫 赤井沙希● （挑戦者組）                     |
| ※第43代王者組が3度目の防衛に成功。                                                                 |                                                |                                                              |
| セミファイナル DDT UNIVERSAL選手権試合 60分一本勝負                                                |                                                |                                                              |
| ●上野勇希 （第4代王者）                                                                            | 17分10秒 クロスオーバー・フェースロック        | 佐々木大輔 ○ （挑戦者）                                      |
| ※上野が7度目の防衛に失敗、佐々木が第5代王者となる。                                                |                                                |                                                              |
| メインイベント BLACKOUT presents KO-D無差別級選手権試合 60分一本勝負                               |                                                |                                                              |
| ●秋山準 （第76代王者）                                                                             | 24分43秒 変形チキンウイング・フェースロック    | 竹下幸之介 ○ （挑戦者）                                      |
| ※秋山が4度目の防衛に失敗、竹下が第77代王者となる。                                                 |                                                |                                                              |